# Dorfkirche Schöneberg

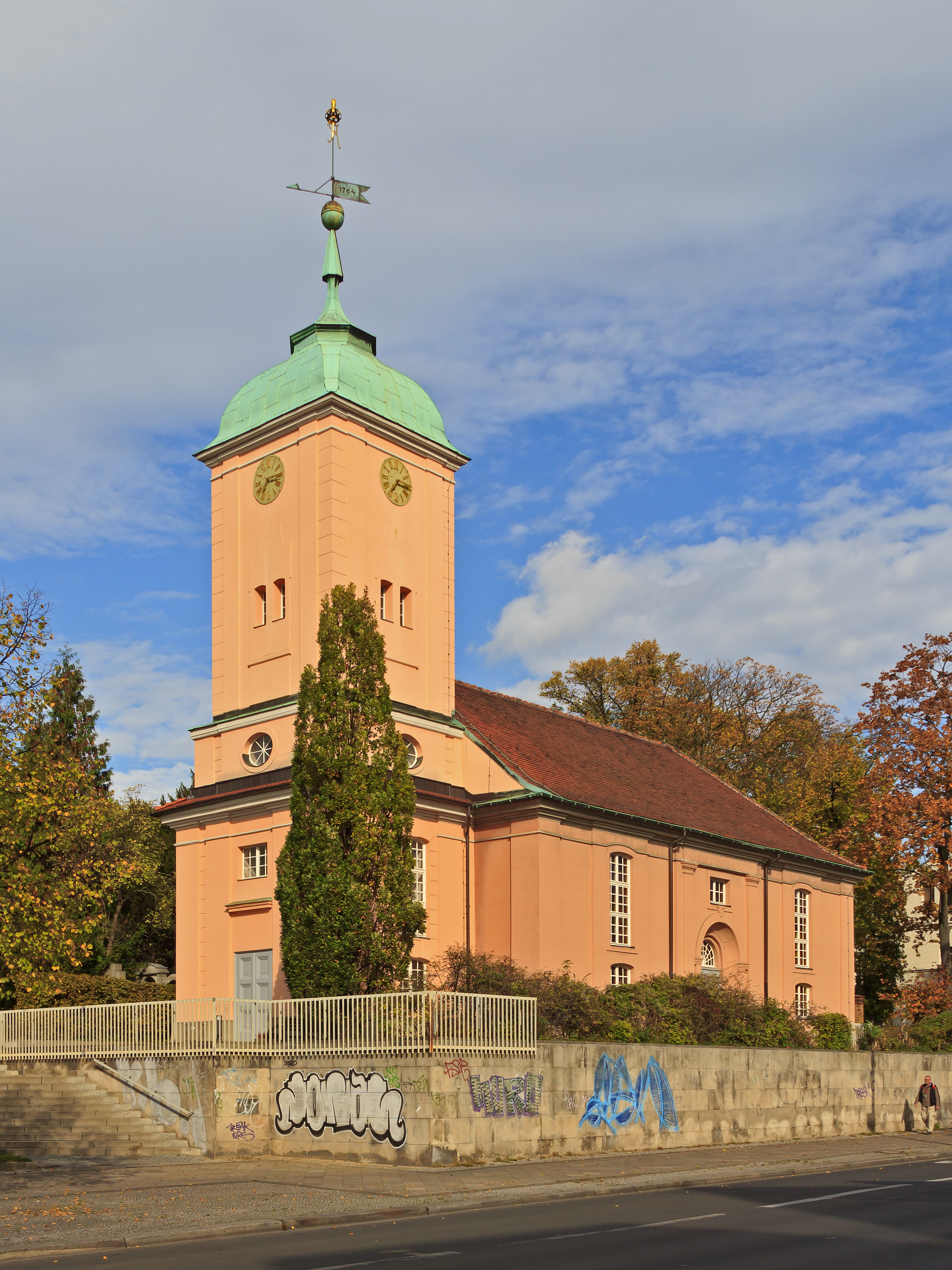
Dorfkirche Schöneberg von der Hauptstraße gesehen

Die Dorfkirche Schöneberg ist die älteste Kirche im Berliner Ortsteil Schöneberg des Bezirks Tempelhof-Schöneberg. Sie steht auf einer Anhöhe des ehemaligen Dorfangers in der Hauptstraße nahe der heutigen Dominicusstraße.

## Geschichte
Schöneberg wurde wahrscheinlich im ersten Drittel des 13. Jahrhunderts als breites Straßendorf durch deutsche Siedler gegründet. Der Siedlungskern Schönebergs lag entlang der Hauptstraße zwischen der heutigen Dominicus- und Akazienstraße. Die Dorfkirche Schöneberg lag auf der nördlichen Straßenseite der Dorfmitte. Das Dorf wurde urkundlich erstmals am 3. November 1264 erwähnt, als Markgraf Otto III. dem Nonnenkloster zu Spandau fünf Hufen Land im Dorf Schöneberg („villa sconenberch“) schenkte. Mit dem Ortsnamen „Schöner Berg“ ist vermutlich nicht die Lage am oberen Rand des Abfalls des Teltow zum Spreetal hinab gemeint, sondern es handelt sich eher um einen der während der deutschen Ostsiedlung üblichen „Wunschnamen“, um Siedler anzuwerben.
Den Gewohnheiten der Zuzügler entsprechend war es üblich, möglichst bald eine Dorfkirche zu errichten, wegen der großen Kosten zunächst nur aus Holz. Über diesen hölzernen Kirchenbau ist nichts bekannt, auch nicht über den Zeitpunkt, wann er durch einen Steinbau (vermutlich eine Feldsteinkirche) ersetzt wurde und wie er aussah. Er wurde 1544 durch Brand zerstört und entweder wieder aufgebaut oder durch einen Neubau ersetzt, von dem man nur weiß, dass sein Mauerwerk aus Feldsteinen bestand, von denen noch Reste im Backsteinmauerwerk der heutigen Dorfkirche auffindbar sind. 1760 wurde auch diese Kirche im Siebenjährigen Krieg zerstört. Aus zeitgenössischen Plänen lässt sich ersehen, dass die Kirchen nach den Zerstörungen in den Jahren 1544 und 1760 stets an derselben Stelle neu errichtet worden sind. Nach dem Siebenjährigen Krieg erfolgte der Neubau der Kirche in den Jahren 1764–1766 in barocken Formen durch die „Witwe Lehmann, Mauer-Meisterin in Spandow“, vermutlich nach dem Entwurf des Spandauer Bauinspektors Johann Friedrich Lehmann. Auch den Zweiten Weltkrieg überstand das Kirchenbauwerk nicht und brannte im Februar 1945 wiederum aus. In den Jahren 1953–1955 wurde die Kirche äußerlich in alter Form erneuert.

## Bauwerk
Für den Neubau wählte man den schlichten Grundriss einer Saalkirche mit einem quadratischen Westturm und einer Sakristei. Es handelt sich um einen verputzten Backsteinbau, in dessen Wänden zahlreiche Feldsteine des Vorgängerbaus stecken. Er ist ein typisches Beispiel für eine friderizianische Landkirche, in barocken Formen und mit der entsprechenden Farbgebung für den Putz (rosa). Der Turm hat eine geschweifte Haube. Die dem Original nachempfundene Wetterfahne erinnert mit ihrem bekrönten Monogramm „FR“ noch heute an den königlichen Bau- und Patronatsherrn; sie zeigt die Jahreszahl des Baubeginns 1764. An der östlichen Schmalseite wurde ein niedriger Sakristeibau angefügt. An dessen Südwand befindet sich eine große Sandsteinplatte, die dem 1718 verstorbenen „Tabcirer“ Thomas Feger gewidmet ist. Die Fenster der Kirche sind in zwei Reihen übereinander angeordnet.

## Ausstattung

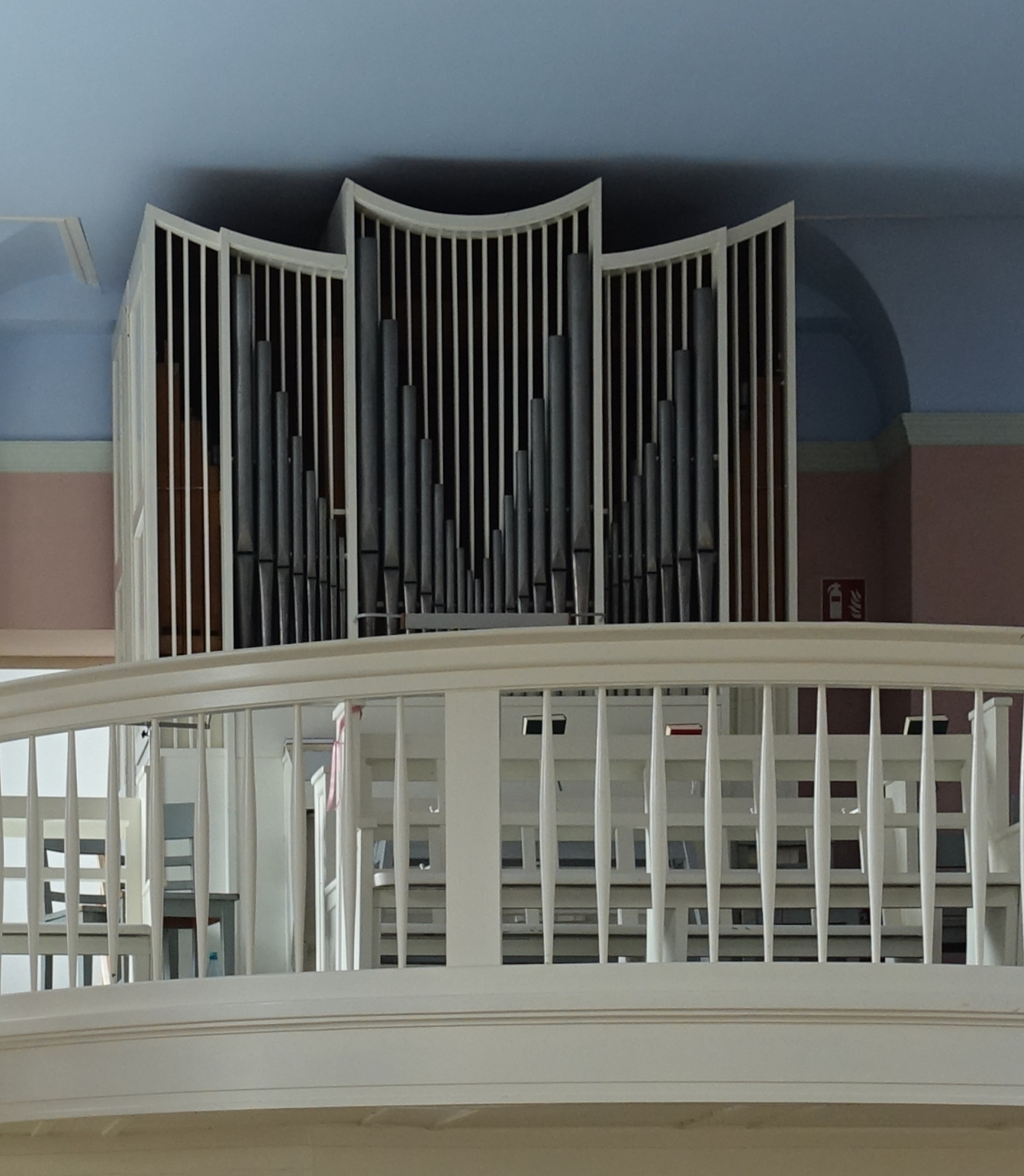
Schuke Orgel Dorfkirche Schöneberg

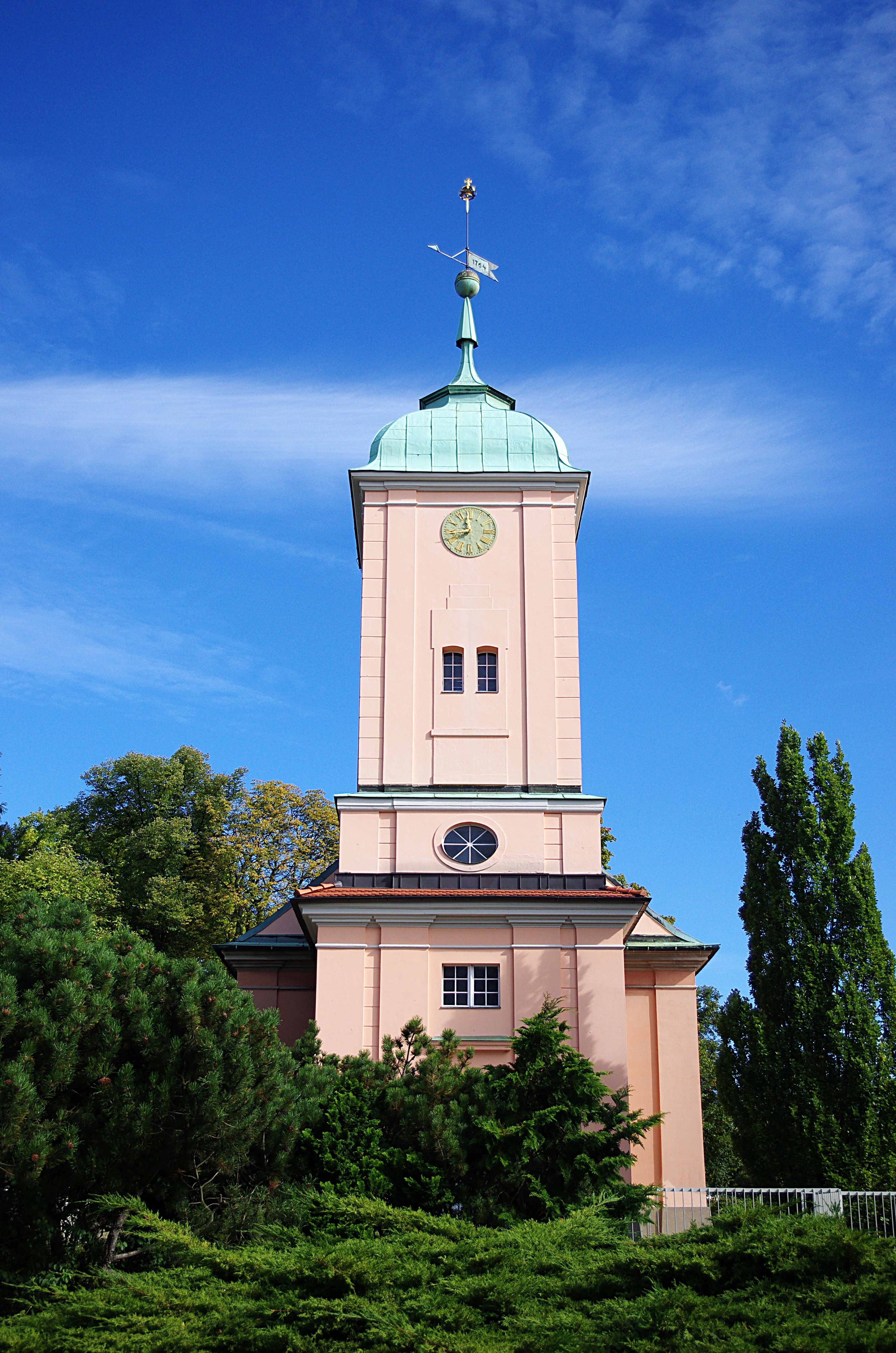
Dorfkirche Schöneberg

Die gesamte Ausstattung der Dorfkirche Schöneberg wurde im Stil der heutigen Zeit geschaffen. Das große Altarbild aus spätgotischer Zeit ist eine Leihgabe. Die farbenprächtige Holztafel zeigt – vor Berglandschaft und Städtebild – Christus inmitten seiner Jünger, wie er von Maria und ihren Begleiterinnen Abschied nimmt.

### Die Orgel
Die erste Orgel der Kirche stammte aus dem Jahre 1821 von der Firma Johann Simon Buchholz & Sohn Carl August Buchholz (I+P/11 mit mechanische Schleifladen) und wurde am 26. Februar 1945 durch einen Brand zerstört. Die Revision der damaligen Orgel von 1821, im Auftrag der königlichen Regierung, führte der Regierungsbauinspektor Salomo Sachs gemeinsam mit Musikdirektor Christian Friedrich Gottlieb Wilke durch.
Die heutige Orgel erbaute die Firma Karl Schuke Berliner Orgelbauwerkstatt im Jahre 1955 mit zunächst 5 Registern, die Karl Schuke im Jahre 1958 auf 15 Register erweiterte.

#### Anzahl und Art der Register der Orgel
| I. Hauptwerk  |       |
| Rohrflöte     | 0 8′  |
| Principal     | 0 4′  |
| Waldflöte     | 0 2′  |
| Nassat        | 22⁄3′ |
| Scharff 4–5f. |       |

| II. Oberwerk |    |
| Gedackt      | 8′ |
| Gemshorn     | 4′ |
| Principal    | 2′ |
| Sifflöte     | 1′ |
| Tertian 2f.  |    |
| Regal        | 8′ |
| Tremulant    |    |

| Pedal C - f1   |     |
| Subbass        | 16′ |
| Pommer         | 08′ |
| Choralbass     | 04′ |
| Liebl. Posaune | 08′ |

## Friedhof
Auf dem Kirchhof dominieren die prunkvollen Mausoleen der Schöneberger Millionenbauern in den historisierenden Architekturformen der letzten beiden Jahrzehnte vor 1900. Besonders hervorzuheben sind zwei schlichte Grabmäler, gestaltet nach Skizzen von Karl Friedrich Schinkel. Ein kleiner dorischer Tempel aus schlesischem Marmor nach Zeichnungen August Stülers überragt die Ruhestätte des Baumeisters Wilhelm Stier.
Auf dem Friedhof Alt-Schöneberg finden sich darüber hinaus u. a. die Gräber von
- Ernst Ludwig von Aster (1778–1855), preußischer General der Infanterie und Generalinspekteur der Festungen, maßgeblich für den Festungsbau in der preußischen Rheinprovinz,
- Ferdinand Ludwig Frege (1804–1883), evangelischer Theologe und Historiker, erster Pfarrer in Schöneberg,
- Adolf Feurig (1830–1890), erster Bürgermeister der Gemeinde Schöneberg,
- Franz Xaver Graf von Matuschka (1859–1943), Geologe, Mitglied des Reichstags,
- Franz Schwechten (1841–1924), Architekt,
- Winfried Bauernfeind (1935–2020), Opernregisseur,
- Eduard Levinstein (1831–1882), Mediziner und Begründer der Maison de Santé.[6]
- Hans-Joachim Marseille (1919–1942), Jagdflieger des Zweiten Weltkriegs